# Tinodes parvulus
Tinodes parvulus är en nattsländeart som beskrevs av Donald G. Denning 1950. Tinodes parvulus ingår i släktet Tinodes och familjen tunnelnattsländor. Inga underarter finns listade i Catalogue of Life.